# Marcos Woinski
Marcos Woinski (* 1948 in Buenos Aires; auch als Marcos Woinsky bekannt) ist ein argentinischer Schauspieler.

## Leben
Woinski wurde 1948 in Buenos Aires geboren. Eine erste Filmrolle hatte er im Kindesalter als Nebendarsteller im Film Dagli Appennini alle Ande inne. Er studierte zwischen 1973 und 1977 Musik mit Spezialisierung auf Gesang bei Carmela Giuliano am Städtischen Konservatorium Manuel de Falla. Anschließend startete er seine Laufbahn als Theater- und Filmschauspieler. Mitte der 1980er Jahre war er in einer Reihe der sogenannten Barbaren-Filme wie Der Todesjäger, Der Krieger und die Hexe, Barbarian Queen, Wizards of the Lost Kingdom oder Mystor – Der Todesjäger II in denen er teilweise als Mark Welles in den Credits geführt wurde. 1988 spielte er die Rolle des Otto in 39 Episoden der Fernsehserie Mi nombre es Coraje. Weitere größere Serienrollen hatte er in Luces y sombras, Operación rescate oder auch Enamorarte inne. Er verkörperte Nebenrollen 1996 in Der Mann, der Eichmann jagte und 1997 Tango-Fieber.

## Filmografie (Auswahl)
- 1959: Dagli Appennini alle Ande
- 1978: Los superagentes y el tesoro maldito
- 1978: La parte del león
- 1980: La playa del amor
- 1980: La discoteca del amor
- 1981: Zeit der Rache (Tiempo de Revancha)
- 1981: La conquista del paraíso
- 1982: Últimos días de la víctima
- 1983: Superagentes y titanes
- 1983: Der Todesjäger (Deathstalker)
- 1984: Der Krieger und die Hexe (The Warrior and the Sorceress)
- 1985: Die offizielle Geschichte (La historia oficial)
- 1985: Barbarian Queen
- 1985: Heißer Mond (Luna caliente)
- 1985: Wizards of the Lost Kingdom
- 1985: American Scorpion (Cocaine Wars)
- 1986: Los colimbas se divierten
- 1986: Seguridad personal
- 1986: Armer Schmetterling (Pobre mariposa)
- 1986: Sobredosis
- 1986: Amazons
- 1987: Susana quiere, el negro también
- 1987: Revancha de un amigo
- 1987: Mystor – Der Todesjäger II (Deathstalker II)
- 1987: Erinnern ist tödlich (The Stranger)
- 1987: Stormquest – Die Rache der Amazonen (Stormquest)
- 1987: Hombres de ley (Fernsehserie)
- 1988: El profesor Punk
- 1988: Crazy Balloon (Norman’s Awesome Experience)
- 1988: Mi nombre es Coraje (Fernsehserie, 39 Episoden)
- 1989: Los espíritus patrióticos
- 1989: Blauäugig
- 1990: Extermineitors II: La venganza del dragón
- 1990: Ich, die Unwürdigste von allen (Yo, la peor de todas)
- 1990: Enfermero de día, camarero de noche
- 1990: Flop
- 1990: Nackter Tango (Naked Tango)
- 1990: Play Murder for Me
- 1992: Ein Ort auf dieser Welt (Un lugar en el mundo)
- 1992: Al filo de la ley
- 1992: Die Pest (La peste)
- 1992: Luces y sombras (Fernsehserie, 19 Episoden)
- 1992: El acto en cuestión
- 1993: Perdido por perdido
- 1994: Amigomío
- 1995–1996: Chiquititas (Fernsehserie)
- 1995: Casas de fuego
- 1996: La dama regresa
- 1996: Veredicto final
- 1996: El día que Maradona conoció a Gardel
- 1996: Der Mann, der Eichmann jagte (The Man Who Captured Eichmann, Fernsehfilm)
- 1996: Evita
- 1997: El Che
- 1997: Tango-Fieber (The Tango Lesson)
- 1997: Archivo negro (Miniserie, 20 Episoden)
- 1998: Escrito en el agua
- 1998: Siesta (Kurzfilm)
- 1998: Operación rescate (Fernsehserie, 29 Episoden)
- 1999: Campeones de la vida (Fernsehserie, 2 Episoden)
- 1999: Muñeca brava (Fernsehserie, Episode 1x53)
- 2000: Una noche con Sabrina Love
- 2000: Sin reserva
- 2001: Enamorarte (Fernsehserie, 83 Episoden)
- 2002: Los Simuladores (Fernsehserie, Episode 1x05)
- 2002: La entrega
- 2003: El fondo del mar
- 2003: Un día en el paraíso
- 2003: Testosterone
- 2004: Roma
- 2004: Whisky Romeo Zulu
- 2004: Epitafios – Tod ist die Antwort (Epitafios, Fernsehserie, 2 Episoden)
- 2005: Mujeres asesinas (Fernsehserie)
- 2005: Numeral 15 (Miniserie, Episode 1x07)
- 2007: La león
- 2007: Pakt des Schweigens (Pacto de silencio, Fernsehdokumentation)
- 2008: Socias (Fernsehserie, Episode 1x05)
- 2008: Herr Figo – Auf der Suche nach dem verlorenen Zahn (El ratón Pérez 2)
- 2009: Música en espera
- 2010: El mural
- 2011: There Be Dragons
- 2012: Las voces
- 2016: Terror 5
- 2016: El marginal (Fernsehserie, 3 Episoden)
- 2017: The Bronze Garden (El Jardín de Bronce, Fernsehserie)
- 2017: Soy Luna (Fernsehserie, 5 Episoden)
- 2018: Crónicas Ferreteras (Miniserie, 3 Episoden)
- 2018: Ruleta Rusa
- 2019: The Last Man
- 2019: Argentina, tierra de amor y venganza (Fernsehserie, Episode 1x141)
- 2021: Causalidad
- 2023: Fragmentada

## Theater (Auswahl)
- 1977: Viva la Pepa, Regie: W.Mautone, Teatro Astral
- 1981: Encantada de conocerlo, Teatro Lavalle
- 1983: Concierto de aniversario, Regie: S. Renán, La Habana
- 1991: Cuarteto, Regie: S. Renán
- 1992: El Profesor visitante, Regie: A.Zemma, Teatro Presidente Alvear
- 1999: Locos de verano
- 1999: Luces de bohemia
- 2007: Un enemigo del Pueblo, Regie: Sergio Renán
- 2008: El diario de Ana Frank, Regie: Helena Tritek
- 2011: Tita, Regie: Nacha Guevara
- 2016: Cardenio, Regie: Patricio Orozco
- 2017: El Diario de Anna Frank, Regie: Elena Tritek.
- seit 2022: Israfel, Centro Cultural de la Cooperación
- Con los ojos llenos de amor
- Agua en las manos
- Y…..la respuesta fue dada
- Cuando comienza el luto
- El juez llega a la estación
- La importancia
- Un guapo del 900